# Nové Město na Moravě (nádraží)
Nové Město na Moravě je železniční stanice v severovýchodní části města Nové Město na Moravě v okrese Žďár nad Sázavou v Kraji Vysočina nedaleko říčky Bobrůvky. Leží na jednokolejné neelektrizované trati Žďár nad Sázavou – Tišnov. Ve městě se dále nachází železniční zastávka Nové Město na Moravě zastávka. Přibližně kilometr jižně od stanice se nalézá městské autobusové nádraží.

## Historie
23. června 1905 otevřela po náročných stavebních pracích v komplikovaném terénu společnost Místní dráha Německý Brod – Žďár (posléze přejmenována na Místní dráha Německý Brod – Tišnov) trať ze starého nádraží ve Žďáru nad Sázavou, kam společnost železnici dovedla roku 1898, do Tišnova, odkud bylo možno po již existující trati z roku 1885 pokračovat do Brna. Stavba trati byla zahájena 30. června 1903 a prováděna stavební firmou Osvalda Životského. Nově postavené nádraží zde vzniklo dle typizovaného stavebního vzoru.
Provoz na trati zajišťovaly od zahájení Císařsko-královské státní dráhy, po roce 1918 Československé státní dráhy. K 1. lednu 1925 byla trať zestátněna.
Roku 1938 bylo Ministerstvem železnic vydáno rozhodnutí o dostavbě železničního spojení z Havlíčkova Brodu dále do Brna (trať Praha-Havlíčkův Brod-Brno) a Velké Meziříčí bude napojeno novou drahou z Křižanova. Provoz na nové trati byl nakonec zahájen 5. prosince 1953, na tuto trasu pak přešla většina, zejména dálkové, vlakové dopravy.

## Popis
Nacházejí se zde celkem tři nástupiště: u budovy je u koleje č. 3 vnější jednostranné nástupiště, následuje úrovňové oboustranné nástupiště mezi kolejemi č. 3 a 1, ze kterého vychází poloostrovní jednostranné nástupiště u koleje č. 3. K příchodu na oboustranné a poloostrovní nástupiště slouží přechod přes kolej. V roce 2015 prošla stanice rekonstrukcí.